# 슬립오버 (영화)
《슬립오버》(영어: The Sleepover)는 2020년에 공개한 미국의 영화이다.

## 캐스팅

### 주연
- 세이디 스탠리 : 클랜시 역
- 맥스웰 심킨스 : 케빈 역
- 크리 치키노 : 밈 역
- 루카스 제이 : 루이스 역
- 말린 오케르만 : 마고 역
- 켄 마리노 : 론 역
- 조 맹거넬로 : 레오 역

### 조연
- 해리 애스핀월 : 백스터 역
- 이누카 오쿠마 : 엘리즈 역
- 에릭 그리핀 : 헨리 깁스 역
- 칼라 소우자 : 제이 역
- 캘리도어 로빈슨 : 제레미 역
- 매튜 그리말디 : 트래비스 슐츠 역
- 마리사 카피오 : 패톡 부인 역
- 해리 판 : 패톡 역
- 조안나 헤링턴 : 웨스턴펠트 부인 역